# Alatoz (kommunhuvudort)
Alatoz är en kommunhuvudort i Spanien.   Den ligger i provinsen Provincia de Albacete och regionen Kastilien-La Mancha, i den östra delen av landet, 250 km sydost om huvudstaden Madrid. Alatoz ligger 860 meter över havet och antalet invånare är 585.
Terrängen runt Alatoz är varierad. Runt Alatoz är det glesbefolkat, med 9 invånare per kvadratkilometer. Närmaste större samhälle är Alpera, 18,9 km sydost om Alatoz. Omgivningarna runt Alatoz är i huvudsak ett öppet busklandskap.